# Tim Kopp
Tim Kopp (* 11. Februar 1999 in Adorf) ist ein ehemaliger deutscher Nordischer Kombinierer. Er ist seit August 2018 Mitglied des Zoll Ski Teams. Seit 2021 ist er als Trainer im Deutschen Skiverband angestellt.

## Werdegang
Kopp, der für den VSC Klingenthal startet, absolvierte seine ersten internationalen Wettkämpfe bei den Nordischen Skispielen der OPA 2014 im französischen Gérardmer. Dabei belegte er beim Gundersen-Wettkampf der Schüler von der Mittelschanze und über 4 km den achten Platz. Ab der Saison 2014/15 trat Schmid regelmäßig bei Wettkämpfen des Alpencups an, erreichte aber nur selten Platzierungen unter den Besten 20. Im Januar 2015 nahm Kopp am Europäischen Olympischen Winter-Jugendfestival 2015 in Tschagguns/Partenen teil. Während er im Gundersen-Wettkampf über 10 km noch den achten Platz belegen konnte, verpasste er im Sprint einen Platz unter den Top 10. In der Staffel gewann er die Silbermedaille. Wenige Wochen später war er erneut im Team erfolgreich, als er bei den Nordischen Skispielen der OPA 2015 in Seefeld gemeinsam mit Willi Hengelhaupt, Constantin Schnurr und Justin Moczarski den Wettkampf über 4 × 3,3 km gewann. Ein Jahr später konnte er zwar den Titel mit der Staffel als Zweiter nicht verteidigen, doch war er bei den Nordischen Skispielen der OPA 2016 in Tarvisio/Villach beim Gundersen-Wettkampf erfolgreich und wurde Erster vor Aaron Kostner und Simon Hüttel. Zwei Wochen später holte er als erster deutscher Kombinierer eine Goldmedaille bei Olympischen Jugendspielen, als er in Lillehammer den Einzelwettkampf vor Ben Loomis und Ondřej Pažout gewann. Darüber hinaus holte er im Mixed-Team-Wettkampf der Spezialspringer zusammen mit Agnes Reisch und Jonathan Siegel die Silbermedaille, sowie im Nordic-Mixed-Team mit den beiden Langläufern Anna-Maria Dietze und Philipp Unger Bronze. Bei den Nordischen Junioren-Skiweltmeisterschaften 2016 im rumänischen Râșnov gewann er nur eine Woche später zusammen mit Terence Weber, Vinzenz Geiger und Martin Hahn die Silbermedaille im Team und wurde darüber hinaus Elfter im Einzel.
Am 12. März 2016 feierte Kopp im heimischen Klingenthal sein Continental-Cup-Debüt, verpasste jedoch die Punkteränge. Diese erreichte er mit einem 24. Platz erstmals im Januar 2017 in Høydalsmo. Einen Monat später debütierte er in Sapporo im Weltcup, fand sich allerdings nur auf den hinteren Rängen wieder. Anschließend trat Kopp die restliche Saison im Alpencup an. Auch zu Beginn der Saison 2017/18 startete er in unterklassigen Wettkampfserien. Bei den Nordischen Junioren-Skiweltmeisterschaften 2018 in Kandersteg wurde er erneut Zweiter mit der Staffel, diesmal gemeinsam mit Luis Lehnert, Constantin Schnurr und Julian Schmid; im Einzel wurde er Sechzehnter und im Sprint Dreizehnter.
Im Sommer 2018 gewann er in Planica seine ersten Punkte im Grand Prix. Diese Leistungssteigerung zeigte sich auch in der Continental-Cup-Saison 2018/19, in der er regelmäßig die Punkteränge erreichte. Im Februar wurde Kopp von Cheftrainer Hermann Weinbuch nach zweijähriger Pause erneut in den Nationalkader berufen. Beim Weltcup-Wettbewerb in Klingenthal konnte er dabei seine ersten drei Weltcup-Punkte holen. Damit schloss er die Weltcup-Saison auf dem 67. Platz in der Gesamtwertung ab.
Im März 2021 beendete er seine aktive Karriere.
Seit Mai 2021 engagiert sich Kopp als Trainer innerhalb des Deutschen Skiverbandes. Im Mai 2022 übernahm er die Lehrgangsgruppe NK2 Nordische Kombination als Leitender Trainer. Nach der Saison 2022/23 wurde er zur Saison 2023/2024 zum Disziplintrainer an der Seite von Bundestrainer Florian Aichinger für die Damen-Nationalmannschaft berufen.

## Erfolge

### Deutsche Meisterschaften
- 2015 in Lauscha: Deutscher Jugendmeister[5]

## Statistik

### Weltcup-Platzierungen
| Saison  | Platz | Punkte |
| ------- | ----- | ------ |
| 2018/19 | 67.   | 003    |

### Grand-Prix-Platzierungen
| Saison | Platz | Punkte |
| ------ | ----- | ------ |
| 2018   | 063.  | 002    |

### Continental-Cup-Platzierungen
| Saison  | Platz | Punkte |
| ------- | ----- | ------ |
| 2016/17 | 78.   | 019    |
| 2017/18 | 62.   | 048    |
| 2018/19 | 46.   | 075    |
| 2019/20 | 29.   | 141    |
| 2020/21 | 78.   | 006    |

### Alpencup-Platzierungen
| Saison  | Platz | Punkte |
| ------- | ----- | ------ |
| 2014/15 | 37.   | 070    |
| 2015/16 | 17.   | 195    |
| 2016/17 | 13.   | 244    |
| 2017/18 | 29.   | 132    |
| 2018/19 | 25.   | 147    |

### Platzierungen bei Deutschen Meisterschaften
| Jahr und Ort            | Wettbewerb | Wettbewerb |
| Jahr und Ort            | Einzel     | Teamsprint |
| ----------------------- | ---------- | ---------- |
| 2015 Oberstdorf         | 29.        | 12.        |
| 2016 Oberhof            | 28.        | 14.        |
| 2017 Klingenthal        | 21.        | 11.        |
| 2018 Hinterzarten       | 11.        | 07.        |
| 2019 Johanngeorgenstadt | 13.        | 05.        |
| 2020 Oberstdorf         | 28.        | 09.        |

## Auszeichnungen
- Preis der Skisport Stiftung Sachsen zum Junioren-Nachwuchssportler der Saison 2018[6]